# Tommaso Bordonaro
Tommaso Bordonaro (Bolognetta, 4 luglio 1909 – Florida, 15 ottobre 2000) è stato uno scrittore italiano naturalizzato statunitense.

## Biografia

### La giovinezza e i primi trent'anni
Primogenito di sette figli, nasce a Bolognetta, paese dell'entroterra palermitano. Prestissimo inizia a lavorare con lo zio, essendo il padre Giuseppe emigrato a più riprese negli Stati Uniti e poi arruolato per servire la patria durante la Grande guerra.
Il ragazzo Tommaso frequenta solo pochi mesi le scuole elementari, che chiudono perché i maestri sono richiamati alle armi: dapprima fa il pastore e il contadino, aiutando in questo modo la famiglia che si trova ad affrontare oltre alla miseria anche la terribile epidemia di colera che falcidia mezza Europa. La famiglia cresce, nascono altri figli, ma la miseria è solo attenuata dall'aver preso vari poderi in affitto dal maggiore proprietario terriero della zona, il conte Filangeri di San Marco. 
I Bordonaro diventano così burgisi, e Tommaso nel 1930 parte per il servizio militare in Liguria, a Ventimiglia. Tornato dalla leva, “fugge” con una ragazza poverissima, rifiutando il matrimonio d'interesse propostogli dal padre; dopo due gravidanze portate a termine, la moglie Rosa morirà alla terza per un tentativo di aborto. 

### Alla volta dell'America
Tommaso, che tutti chiamano Masinu, si risposerà e si imbarcherà, nel marzo 1947, alla volta degli Stati Uniti. Giunto a Garfield, svolgerà i lavori più umili e duri per sbarcare il lunario, da necroforo a scaricatore di carbone, da operaio presso una fabbrica di maccheroni a impiegato comunale, costruendo in economia l'abitazione per la sua numerosa famiglia. Diviene molto attivo nella comunità degli emigrati, facendo rinascere l'antico Club dei compaesani trasferitosi da New York nel New Jersey
. 
La famiglia di Tommaso intanto si è allargata, altri quattro figli nascono sul suolo americano, ma il dolore è sempre in agguato ed egli perderà un figlio ventunenne, nel 1956, in un incidente sul lavoro. Nel 1984, dopo una lunga malattia, morirà anche la seconda moglie.

### Bordonaro e la passione per la musica
Non più impegnato nell'attività lavorativa, Tommaso torna diverse volte in Italia, scrive le proprie memorie con grafia incerta, colleziona ritagli di giornali italiani e brani musicali, richiamo evidente alla vera grande passione della sua vita, la musica, che lo porterà a suonare nelle bande musicali in Sicilia prima e negli Stati Uniti poi. I suoi cinque figli maschi sono tutti sposati e gli hanno dato decine di nipoti.

### Gli scritti autobiografici eLa spartenza
Nel 1988 consegna a Santo Lombino, studioso di storia dell'emigrazione e di scritti autobiografici, tre quaderni manoscritti intitolati La storia di tutta la mia vita da quando io rigordo ch'ero un bambino. Inviato al concorso indetto annualmente dall'Archivio diaristico nazionale di Pieve Santo Stefano, ideato dal giornalista e scrittore Saverio Tutino, il memoriale conquista nel settembre 1990 il primo premio ex aequo per la migliore autobiografia inedita.
Lo scritto sarà pubblicato nella primavera dell'anno seguente da Einaudi con il titolo La spartenza e la prefazione di Natalia Ginzburg. Una nuova edizione dell'opera sarà edita nel 2013 dalla casa editrice Navarra editore di Palermo-Marsala.

### Gli ultimi anni
Tommaso Bordonaro è tornato diverse volte da pensionato in Sicilia ed è morto in Florida il 15 ottobre dell'anno 2000. Un anno dopo il Comune di Bolognetta ha deciso di intitolare a suo nome la Biblioteca del paese.
Due brani del libro sono inseriti nell'opera lirica Ellis Island con musiche di Giovanni Sollima e testi di Roberto Alajmo, prodotta dal Teatro Massimo di Palermo nel 2002, per la regia di Marco Baliani.
Nel 2005 la Compagnia del teatro del Baglio di Villafrati porterà l'atto unico “La spartenza - bianca campagna, nivura simenza”, ispirato al lavoro di Bordonaro, alle Orestiadi di Gibellina, con la drammaturgia di Nicola Grato, Santo Lombino ed Enzo Toto e la regia di quest'ultimo. L'opera sarà rappresentata anche a Taormina Arte, a Palermo, Roma e New York.

## Opere
- Tommaso Bordonaro, La spartenza, Einaudi Editore, 1991[3]
- Tommaso Bordonaro, La spartenza, Navarra Editore, 2013[4]